# Trofeo Alfredo Binda-Comune di Cittiglio 2018
20. edycja kobiecego wyścigu kolarskiego Trofeo Alfredo Binda-Comune di Cittiglio, która odbyła się 18 marca 2018 roku w gminie Cittiglio we Włoszech. Zwyciężczynią została Polka Katarzyna Niewiadoma, wyprzedzając Holenderki Chantal Blaak oraz Marianne Vos.
Był to trzeci w sezonie wyścig cyklu UCI Women’s World Tour, będącym serią najbardziej prestiżowych zawodów kobiecego kolarstwa.

## Wyniki
| M-ce | Imię i nazwisko        | Kraj      | Drużyna            | Czas       |
| ---- | ---------------------- | --------- | ------------------ | ---------- |
| 1.   | Katarzyna Niewiadoma   | Polska    | Canyon-SRAM Racing | 3h 32' 53" |
| 2.   | Chantal Blaak          | Holandia  | Boels Dolmans      | + 23"      |
| 3.   | Marianne Vos           | Holandia  | WaowDeals          | + 23"      |
| 4.   | Amanda Spratt          | Australia | Mitchelton-Scott   | + 23"      |
| 5.   | Alena Amialusik        | Białoruś  | Canyon-SRAM Racing | + 23"      |
| 6.   | Pauline Ferrand-Prévot | Francja   | Canyon-SRAM Racing | + 23"      |
| 7.   | Cecilie Uttrup Ludwig  | Dania     | Cervélo-Bigla      | + 23"      |
| 8.   | Karol-Ann Canuel       | Kanada    | Boels Dolmans      | + 23"      |
| 9.   | Lucy Kennedy           | Australia | Mitchelton-Scott   | + 23"      |
| 10.  | Elisa Longo Borghini   | Włochy    | Wiggle High5       | + 23"      |
|      |                        |           |                    |            |
| 43.  | Małgorzata Jasińska    | Polska    | Movistar Team      | + 59"      |
| DNF  | Anna Plichta           | Polska    | Boels Dolmans      | -          |